# Florent Jodoin
Joseph Noel Florent Jodoin (* 24. Dezember 1922 in Varennes (Québec); † 9. März 2008) war ein kanadischer Radrennfahrer.

## Sportliche Laufbahn
Jodoin war im Straßenradsport aktiv. Er war Teilnehmer der Olympischen Sommerspiele 1948 in London. Im olympischen Straßenrennen schied er aus. Das kanadische Team mit Lorne Atkinson, Florent Jodoin, Lance Pugh und Laurent Tessier kam nicht in die Mannschaftswertung.